# Damijan Stepančič
Damijan Stepančič, slovenski ilustrator in slikar, * 22. maj 1969, Ljubljana, Slovenija.
Po Srednji šoli za oblikovanje in fotografijo je študiral na Akademiji za likovno umetnost in oblikovanje v Ljubljani, kjer je leta 1996 diplomiral iz slikarstva pri Gustavu Gnamušu. Že kot srednješolec je objavljal stripe v revijah PIL in Ciciban. Vse od študija dalje se ukvarja z mladinsko knjižno ilustracijo, ilustrira pa tudi za odrasle (revije Mladina, Albert). Ukvarja se tudi s stripom in animacijo, likovno opremlja učbenike in priročnike, izdeluje lutke. Z ženo Lucijo ustvarjata tudi avtorske slikanice. Leta 2010 je bil uvrščen na častno listo mednarodne zveze za mladinsko književnost IBBY. Živi in dela v Senožečah.

## Dela

### Pomembnejše knjižne ilustracije
- Leteči krožnik na našem vrtu (2002) (COBISS)
- Hiša sanja (2004) (COBISS)
- Majhnice in majnice (2009) (COBISS)
- Naročje kamenčkov (2009) (COBISS)
- Ana in Bučko: abecerimarija (2009) (COBISS)
- Zgodba o sidru (2010) (COBISS)
- Kako so videli svet? (2011) (COBISS)
- Pravljica o črnem šejku z rdečo rožo (2011) (COBISS)
- Juri Muri po Sloveniji (2011) (COBISS)
- Na otoku zakladov (2013) (COBISS)
- Zdravljica (2013) (COBISS)
- Anton! (2014) (COBISS)

## Nagrade
- Nagrada za izvirne zamisli na Bienalu ilustracije v Ljubljani (1999)
- Smrekarjeva plaketa (2000 in 2002)
- Levstikova nagrada (2003, 2011)
- Uvrstitev na IBBY častno listo (2010)
- Priznanje Hinka Smrekarja (2011)
- Zlata hruška za najboljšo izvirno slovensko mladinsko knjigo (2011)
- Zlata hruška za najboljšo izvirno slovensko poučno knjigo (2011)
- Nagrada Kristine Brenkove za izvirno slovensko slikanico (2012, 2013)
- Nominacija za Astrid Lindgren Memorial Award (2013, 2014, 2015)
- Zlata hruška za izvirno slovensko mladinsko leposlovno knjigo (2014)
- Nominacija za Andersenovo nagrado (2020).

## Vir
- Veler Alenka, ur. (2005). Album slovenskih ilustratorjev. Ljubljana : Mladinska knjiga. COBISS 219779072. ISBN 86-11-16562-4.
- Osebnosti: veliki slovenski biografski leksikon. Mladinska knjiga, Ljubljana. 2008. COBISS 241136128. ISBN 978-961-01-0504-6.